# زوتومایو
زوتومایو (ژاپنی: ずっと真夜中でいいのに。 "کاش همیشه نیمه شب بود.) یک گروه راک ژاپنی است که در سال ۲۰۱۸ تشکیل شد. این گروه از اول مخفیانه بود و هرگز لیست کامل اعضای خود را منتشر نکرد، و هر بار افراد مختلفی تنظیم آهنگ‌ها و موزیک‌ویدئوها را انجام می‌دهند. تنها عضوی از گروه که در تمام کارهای گروه حضور دارد، خواننده و ترانه‌سرایی به نام "آکا-نه" (ACAね, Akane) است.
با اینکه اطلاعات کمی از زوتومایو در دسترس است، این گروه از لحاظ تجاری موفق بوده و هر سه آلبوم‌های چندآهنگه آنها در رتبه‌های بالای جدول آلبوم‌های ریکون قرار گرفته‌اند.

## آهنگ شناسی

### آلبوم
| عنوان            | جزئیات                                                                                             | بالاترین رتبه در چارت | بالاترین رتبه در چارت | بالاترین رتبه در چارت |
| عنوان            | جزئیات                                                                                             | JPN                   | JPN Comb.             | JPN HOT               |
| ---------------- | -------------------------------------------------------------------------------------------------- | --------------------- | --------------------- | --------------------- |
| Hisohiso Banashi | - انتشار: - ۳۰ اکتبر ۲۰۱۹ - ناشر: ئی‌ام‌آی - نوع: لوح فشرده، بارگیری موسیقی، رسانه جاری              | ۵                     | ۵                     | ۴                     |
| Gusare           | - انتشار: ۱۰ فوریه ۲۰۲۱ - ناشر: ئی‌ام‌آی - نوع: لوح فشرده، صفحه گرامافون، بارگیری موسیقی، رسانه جاری | ۲                     | ۲                     | ۲                     |
| Jinkōgaku        | - انتشار: ۷ ژوئن ۲۰۲۳ - ناشر: ئی‌ام‌آی - نوع: لوح فشرده، بارگیری موسیقی، رسانه جاری                  | ۴                     | ۳                     | ۲                     |

### آلبوم چندآهنگه
| عنوان                           | جزئیات                                                                                | Peak chart positions | Peak chart positions | Peak chart positions |
| عنوان                           | جزئیات                                                                                | JPN                  | JPN Comb             | JPN HOT              |
| ------------------------------- | ------------------------------------------------------------------------------------- | -------------------- | -------------------- | -------------------- |
| Tadashii Itsuwari Kara no Kishō | - انتشار: ۱۴ نوامبر ۲۰۱۸ - ناشر: ئی‌ام‌آی - نوع: لوح فشرده، بارگیری موسیقی، رسانه جاری  | ۸                    | —                    | ۳                    |
| Ima wa Ima de Chikai wa Emi de  | - انتشار: ۱۲ ژوئن ۲۰۱۹ - ناشر: ئی‌آم‌آی - نوع: لوح فشرده، بارگیری موسیقی، رسانه جاری    | ۱                    | ۱                    | ۱                    |
| Hogaraka na Hifu tote Fufuku    | - انتشار: ۵ اوت ۲۰۲۰ - ناشر: ئی‌ام‌آی - نوع: لوح فشرده، بارگیری موسیقی، رسانه جاری      | ۲                    | ۲                    | ۲                    |
| Nobi Shigusa Korite Itomagoi    | - انتشار: ۱۶ فوریه ۲۰۲۲ - ناشر: ئی‌ام‌آی - نوع: لوح فشرده، بارگیری موسیقی، رسانه جاری   | ۱                    | ۱                    | ۱                    |
| Koke no Ichinen Kaiba ni Takusu | - انتشار ۲۳ اکتبر ۲۰۲۴ - ناشر: یونیورسال - نوع: لوح فشرده، بارگیری موسیقی، رسانه جاری | ۳                    | ۳                    | ۳                    |